# Coppa Italia 2001-2002 (hockey su pista)
La Coppa Italia 2001-2002 è stata la 33ª edizione della principale coppa nazionale italiana di hockey su pista. Il torneo ha avuto inizio il 14 ottobre e si è concluso il 12 dicembre 2001.
Il trofeo è stato conquistato dal Novara per la ventesima volta nella sua storia.

## Formula
Al torneo hanno preso parte le 12 squadre iscritte al massimo campionato. Le formazioni sono state divise in quattro gironi all'italiana di tre squadre ciascuno. Ogni girone si è svolto con partite di sola andata in sede unica, sul campo di gioco della società miglior offerente.
Le prime due classificate di ogni raggruppamento della prima fase si sono qualificate per i gironi della seconda fase (due gruppi di quattro squadre ciascuno), che si sono svolti con la medesima formula. Tutti gli incontri delle prime due fasi sono stati disputati sulla durata di 40 minuti (anziché i canonici 50).
Le vincenti dei due gironi di seconda fase unitamente alle seconde classificate si sono affrontate nelle final four per l'assegnazione del trofeo.

## Squadre partecipanti
- Amatori Reggio Emilia
- Bassano 54 - Finalista Coppa Italia 2000-2001
- Breganze
- Follonica
- Forte dei Marmi
- Modena

- Marzotto Valdagno
- Novara -  Detentore Coppa Italia 2000-2001
- Primavera Prato
- Roller Salerno
- Thiene
- Trissino

## Risultati

### Prima fase

#### Girone A
Il girone A fu disputato a Reggio nell'Emilia il 14 ottobre 2001.
| Squadra               | Pt | G | V | N | P | GF | GS | DG |
| --------------------- | -- | - | - | - | - | -- | -- | -- |
| Primavera Prato       | 6  | 2 | 2 | 0 | 0 | 14 | 5  | +9 |
| Trissino              | 3  | 2 | 1 | 0 | 1 | 7  | 7  | 0  |
| Amatori Reggio Emilia | 0  | 1 | 0 | 0 | 1 | 3  | 12 | -9 |

| Reggio nell'Emilia 14 ottobre 2001 | Amatori Reggio Emilia | 2 – 8 | Primavera Prato | PalaBigi |

| Reggio nell'Emilia 14 ottobre 2001 | Primavera Prato | 6 – 3 | Trissino | PalaBigi |

| Reggio nell'Emilia 14 ottobre 2001 | Trissino | 4 – 1 | Amatori Reggio Emilia | PalaBigi |

#### Girone B
Il girone B fu disputato a Novara il 14 ottobre 2001.
| Squadra   | Pt | G | V | N | P | GF | GS | DG |
| --------- | -- | - | - | - | - | -- | -- | -- |
| Novara    | 6  | 2 | 2 | 0 | 0 | 12 | 4  | +8 |
| Follonica | 3  | 2 | 1 | 0 | 1 | 6  | 6  | 0  |
| Modena    | 0  | 2 | 0 | 0 | 2 | 3  | 11 | -8 |

| Novara 14 ottobre 2001 | Novara | 8 – 1 | Modena | Palasport Dal Lago |

| Novara 14 ottobre 2001 | Follonica | 3 – 2 | Modena | Palasport Dal Lago |

| Novara 14 ottobre 2001 | Follonica | 3 – 4 | Novara | Palasport Dal Lago |

#### Girone C
Il girone C fu disputato a Valdagno il 14 ottobre 2001.
| Squadra           | Pt | G | V | N | P | GF | GS | DG |
| ----------------- | -- | - | - | - | - | -- | -- | -- |
| Marzotto Valdagno | 4  | 2 | 1 | 1 | 0 | 6  | 4  | +2 |
| Breganze          | 3  | 2 | 1 | 0 | 1 | 6  | 4  | +2 |
| Thiene            | 1  | 2 | 0 | 1 | 1 | 4  | 8  | -4 |

| Valdagno 14 ottobre 2001 | Marzotto Valdagno | 3 – 3 | Thiene | PalaLido |

| Valdagno 14 ottobre 2001 | Thiene | 1 – 5 | Breganze | PalaLido |

| Valdagno 14 ottobre 2001 | Breganze | 1 – 3 | Marzotto Valdagno | PalaLido |

#### Girone D
Il girone D fu disputato a Forte dei Marmi il 14 ottobre 2001.
| Squadra         | Pt | G | V | N | P | GF | GS | DG |
| --------------- | -- | - | - | - | - | -- | -- | -- |
| Bassano 54      | 6  | 2 | 2 | 0 | 0 | 8  | 4  | +4 |
| Forte dei Marmi | 3  | 2 | 1 | 0 | 1 | 7  | 7  | 0  |
| Roller Salerno  | 0  | 2 | 0 | 0 | 2 | 4  | 8  | -4 |

| Forte dei Marmi 14 ottobre 2001 | Roller Salerno | 3 – 4 | Forte dei Marmi | PalaForte |

| Forte dei Marmi 14 ottobre 2001 | Forte dei Marmi | 3 – 4 | Bassano 54 | PalaForte |

| Forte dei Marmi 14 ottobre 2001 | Bassano 54 | 4 – 1 | Roller Salerno | PalaForte |

### Seconda fase

#### Girone A
Il girone A fu disputato a Forte dei Marmi il 19 ottobre 2001.
| Squadra           | Pt | G | V | N | P | GF | GS | DG  |
| ----------------- | -- | - | - | - | - | -- | -- | --- |
| Primavera Prato   | 9  | 3 | 3 | 0 | 0 | 16 | 5  | +11 |
| Follonica         | 6  | 3 | 2 | 0 | 1 | 9  | 9  | 0   |
| Marzotto Valdagno | 1  | 3 | 0 | 1 | 2 | 7  | 11 | -4  |
| Forte dei Marmi   | 1  | 3 | 0 | 1 | 2 | 6  | 13 | -7  |

| Forte dei Marmi 19 ottobre 2001 | Follonica | 3 – 2 | Marzotto Valdagno | PalaForte |

| Forte dei Marmi 19 ottobre 2001 | Forte dei Marmi | 2 – 5 | Primavera Prato | PalaForte |

| Forte dei Marmi 19 ottobre 2001 | Follonica | 1 – 6 | Primavera Prato | PalaForte |

| Forte dei Marmi 19 ottobre 2001 | Forte dei Marmi | 3 – 3 | Marzotto Valdagno | PalaForte |

| Forte dei Marmi 19 ottobre 2001 | Follonica | 5 – 1 | Forte dei Marmi | PalaForte |

| Forte dei Marmi 19 ottobre 2001 | Marzotto Valdagno | 2 – 5 | Primavera Prato | PalaForte |

#### Girone B
Il girone B fu disputato a Trissino il 19 ottobre 2001.
| Squadra    | Pt | G | V | N | P | GF | GS | DG  |
| ---------- | -- | - | - | - | - | -- | -- | --- |
| Novara     | 9  | 3 | 3 | 0 | 0 | 18 | 5  | +13 |
| Bassano 54 | 3  | 3 | 1 | 0 | 2 | 8  | 8  | 0   |
| Breganze   | 3  | 3 | 1 | 0 | 2 | 6  | 12 | -6  |
| Trissino   | 3  | 3 | 1 | 0 | 2 | 10 | 17 | -7  |

| Trissino 19 ottobre 2001 | Bassano 54 | 3 – 6 | Trissino | PalaSinico |

| Trissino 19 ottobre 2001 | Breganze | 2 – 6 | Novara | PalaSinico |

| Trissino 19 ottobre 2001 | Bassano 54 | 0 – 1 | Novara | PalaSinico |

| Trissino 19 ottobre 2001 | Breganze | 3 – 1 | Trissino | PalaSinico |

| Trissino 19 ottobre 2001 | Bassano 54 | 5 – 1 | Breganze | PalaSinico |

| Trissino 19 ottobre 2001 | Novara | 11 – 3 | Trissino | PalaSinico |

### Final four
La Final four del torneo si è disputata a Follonica il 12 dicembre 2001.

#### Tabellone
|  | Semifinali      | Semifinali      | Semifinali |        |                 | Finale 1º/2º posto | Finale 1º/2º posto | Finale 1º/2º posto |  |
|  |                 |                 |            |        |                 |                    |                    |                    |  |
|  | Primavera Prato | Primavera Prato | 5          |        |                 |                    |                    |                    |  |
|  | Primavera Prato | Primavera Prato | 5          |        |                 |                    |                    |                    |  |
|  | Bassano 54      | Bassano 54      | 3          |        |                 |                    |                    |                    |  |
|  | Bassano 54      | Bassano 54      | 3          |        | Primavera Prato | Primavera Prato    | 4                  |                    |  |
|  |                 |                 |            |        | Primavera Prato | Primavera Prato    | 4                  |                    |  |
|  |                 |                 | Novara     | Novara | 5               |                    |                    |                    |  |
|  | Novara          | Novara          | Novara     | Novara | 5               | 5                  |                    |                    |  |
|  | Novara          | Novara          |            |        |                 | 5                  |                    |                    |  |
|  | Follonica       | Follonica       | 0          |        |                 | Finale 3º/4º posto | Finale 3º/4º posto | Finale 3º/4º posto |  |
|  | Follonica       | Follonica       | 0          |        |                 |                    |                    |                    |  |
|  |                 |                 |            |        |                 |                    |                    |                    |  |
|  |                 |                 |            |        |                 | Bassano 54         | Bassano 54         | 3                  |  |
|  |                 |                 |            |        |                 | Bassano 54         | Bassano 54         | 3                  |  |
|  |                 |                 |            |        |                 | Follonica          | Follonica          | 4                  |  |

#### Semifinali
| Follonica 12 dicembre 2001 | Primavera Prato | 5 – 3 | Bassano 54 | Pista Armeni |

| Follonica 12 dicembre 2001 | Novara | 5 – 0 | Follonica | Pista Armeni |

#### Finale
| Arbitro: | Bisacco (Grosseto) |

|                                                     |           |                                                                               |
| E. Mariotti 4'00" 43'42" F. Polverini 52'02" 53'13" | Marcatori | 13'48" 51'46" D. Rigo 31'05" Ale. Michielon 52'39" Alb. Michielon 60'00" Raed |